# Гофолия (пьеса)
«Гофолия» (фр. Athalie) — трагедия французского драматурга Жана Расина, написанная в 1690 году и ставшая для него последней.

## Сюжет
Главная героиня пьесы — библейский персонаж, царица Иудеи. Она захватила власть, истребила почти всех представителей царского дома и начала поклоняться языческим богам, но в конце концов понесла заслуженную кару.

## Судьба пьесы
«Гофолия», как и предыдущая трагедия Расина «Эсфирь», была написана для постановки в закрытой женской школе в Сен-Сире, попечительницей которой была морганатическая жена короля Франции Людовика XIV мадам де Ментенон. От драматурга в обоих случаях требовалась разработка «благочестивого» сюжета без любовной линии, чтобы пьесу можно было использовать в воспитательных целях. «Эсфирь» была встречена очень доброжелательно и обеспечила Расину благосклонность короля и его жены, так что он попытался повторить успех, снова взяв библейский сюжет.
Первое представление состоялось в Сен-Сире 5 января 1691 года, и на нём присутствовали только три зрителя — король, мадам де Ментенон и дофин. Позже состоялись ещё два представления, причём все три современники называли «репетициями» (не было ни декораций, ни специальных костюмов). На втором присутствовали король Англии в изгнании Яков II с женой и некоторые французские придворные. Больше «Гофолию» не ставили в Сен-Сире. Причиной тому могли стать усиление иезуитов, критиковавших придворные развлечения (в частности, театр), желание мадам де Ментенон расположить к себе церковь или нежелательные ассоциации между показанными в пьесе религиозными гонениями Гофолии и преследованием янсенистов во Франции конца XVII века. По условиям королевской привилегии, пьеса не могла быть поставлена и в обычных театрах. В марте 1691 года её текст был издан, но это событие прошло незамеченным.
В 1702 году, уже после смерти Расина, «Гофолию» поставили в Версале, причём в числе актёров были члены королевского дома (это снова был закрытый спектакль). В 1716 году регент Филипп Орлеанский снял запрет на постановки, и пьеса была инсценирована труппой «Комеди Франсез». Она имела огромный успех; в числе зрителей был 22-летний Вольтер, который пришёл в восторг и на всю оставшуюся жизнь признал «Гофолию» лучшей из французских трагедий.
Исследователи отмечают, что постановка «Гофолии» стала поворотным моментом в истории французского театра: эта пьеса стала предвестницей просветительского классицизма.